# Simon Hayneufve
Pour les articles homonymes, voir Hayneufve.
Simon Hayneufve, artiste français du XVe siècle, architecte et peintre français, né à Château-Gontier en 1455, mort au Mans le 11 juillet 1546.

## Biographie

### Epitaphe
Comme l'indique Henri Chardon, l'épitaphe fournit les documents les plus certains que nous possédions sur Simon Hayeneufve. L'abbé Angot tente de la reproduire en essayant de restituer les mots effacés sur la pierre ou mal lus par le dessinateur de Gaignières.

### Retour dans le Maine
Après avoir, dans sa jeunesse, voyagé en Italie, il revint dans le Maine. Simon Hayeneufve, à son retour d'Italie, quelle qu'en soit la date précise, revenait dans sa province avec toutes les connaissances, l'art et l'expérience d'un maître consommé, mais il n'avait ni l'indépendance que donne la fortune ni celle que procurent les dignités ecclésiastiques ou civiles. Il eut donc besoin d'un protecteur, et il le trouva dans maître Lezin Cheminard, alors grand doyen du chapitre, c'est-à-dire le personnage le plus haut placé dans l'Église du Mans après l'évêque.
Donc, dès 1495, il vient se fixer au Mans où on le trouve, à différentes dates, comme vicaire du doyen de la Cathédrale, suppléant celui-ci dans ses visites décanales. Cela dura de la sorte au moins de 1495 à 1510 et plus probablement jusqu'à la fin de la vie de maître Lezin Cheminard qui arriva en 1519. Dans l'intervalle Simon Hayeneufve fut pourvu en commende de la cure de Saint-Paterne.
Le premier dignitaire du chapitre qui avait l'obligation de veiller au bon entretien des églises et presbytères dans les paroisses sur lesquelles s'exerçait sa juridiction, avait certainement fait choix d'un homme aussi habile afin d'utiliser ses talents dans la restauration, l'embellissement ou le nouvel aménagement des églises réclamés par le goût de cette époque de renouvellement. 

L'abbé Angot ajoute 

« que si modestes que soient les travaux de ce genre dont il est fait mention dans les prescriptions du doyen contresignées ou plutôt inspirées par l'artiste, il en est où son initiative et sa direction se manifestent, où l'on sent l'homme du métier. »

### Architecte et peintre
Il fut chargé en 1506 ou 1507, par Philippe de Luxembourg, de la construction de la chapelle de l'évêché, détruite en 1562 par les protestants, et, quelques années plus tard, par le chapitre de Saint-Pierre-de-la-Cour, de la confection d'une châsse pour les reliques de sainte Scolastique. 
En 1530 et 1532, il est encore chargé, par le conseil de ville, de la direction de plusieurs travaux municipaux, et meurt à l'abbaye Saint-Vincent le 11 août 1546. Symon Hayeneufve passe pour avoir construit plusieurs édifices du Mans, tels que l'hôtel de Fontville et « la maison des Vignolles. »

### Œuvres
On lui attribue en outre plusieurs œuvres d'art éparses dans le Maine, telles que le Jubé des Jacobins (suivant Charles Blondeau) et le Jubé du cardinal de Luxembourg, au Mans, le reliquaire d'Évron, le triptyque d'Avesnières (?), la tour carrée du Château de Saint-Ouen de Chemazé selon l'abbé Angot, etc. et encore les enluminures du missel du cardinal de Luxembourg. Mais plusieurs de ces attributions méritent d'être contrôlées.
Simon Hayneufve est cité avec éloge par Geoffroy Tory dans son Champ fleury et par Jean Pèlerin dans son De artificiali perspectiva.

## Famille
Symon Hayeneufve avait plusieurs neveux, sans doute originaires comme lui de Château-Gontier, qui allèrent s'établir à Angers comme orfèvres et dont on trouve les noms cités dans le livre de M. Célestin Port sur les Artistes angevins, peintres, sculpteurs, etc. d'après les archives angevines.
L'abbé Angot croit devoir rattacher à cette famille maître Jean Hayeneufve, curé du Bignon aux dates extrêmes 1512-1538. Il était licencié en droit canon.
Jean Hayeneufve qui obtient, sur sa demande, en 1556, l'office de tailleur en la Monnaie d'Angers devenu vacant par la condamnation, comme protestant, de son confrère G. Prieur. Il s'en démet le 4 novembre 1559. Suivant La Croix du Maine, il possédait « dans son cabinet » de nombreux portraits de son oncle Simon Hayeneufve. Michel Hayeneufve, frère du précédent, 1570, maitre juré et garde du métier, 1574. François Hayeneufve, le jeune, reçu, le 25 octobre 1574 « en l'état orphèvrerie », par les jurés de la communauté après chef-d'œuvre. Les autres maîtres orfèvres du même nom cités par M. Port, sont sans doute les descendants de ceux-ci.
Le jésuite Julien Hayneuve appartenait sans doute à la même famille.